# Isojoen Konehalli
Isojoen Konehalli, IKH, importerar huvudsakligen handverktyg, verktygsmaskiner, reservdelar och tillbehör till traktorer, pneumatik, hydraulik, skyddsutrustningar, arbetskläder, fästanordningar, däck och bilbatterier till jordbruket från över 30 länder. IKH sortiment består av över 50 000 artiklar. IKH huvudkontor ligger i Finland.